# Hutaym
Hutaym són una tribu del nord-oest de l'Aràbia Saudita, però també el nom que es dona en general a les tribus de l'Aràbia oriental; el seu hàbitat principal és la regió de Khaybar al nord de Medina. Els hutaym són considerats àrabs no nobles. El cap de la fracció Al Barrak és el seu cap suprem. El 1963 portava el nom de Nahi ibn Barrak. Altres fraccions són els al kaladan, els al shumaylan, els nawamisa i els fuaykat.

## Sulayb
Els sulayb són una tribu que habita als deserts entre l'Aràbia Saudita, Síria, Jordània i l'Iraq. Pertanyen al grup hutaym. Són considerats pàries i de possible origen sabeu i religió cristiana o jueva (originalment), però ells es consideren àrabs i són bons musulmans. Els hutayms i, per tant, els sulaybs no es poden casar amb membres d'altres tribus beduïnes. Els sulaybs vivien en les pitjors regions on a vegades ni els beduïns podien viure. Després de la revolta dels Ikhwan els sulayb van rebre una compensació per la pèrdua de les seves terres de pastura a l'Aràbia Saudita; el 1937 se'ls va obrir el dret a entrar a l'exèrcit i policia a l'Iraq; A la II Guerra Mundial van entrar a l'exèrcit de Kuwait. Després de la guerra van adoptar en general arreu un tipus de vida sedentari. El terme sulayb com a categoria social inferior fou abolit a l'Aràbia Saudita el 1990.